# Дані Луїс Кінтеро
Дані Луїс Кінтеро (ісп. Dany Luis Quintero; нар. 10 грудня 1984) — кубинський футболіст, воротар клубу «Рейнфельден». Виступав, зокрема, за клуби «Сьєнфуегос» та «Рейнфельден», а також національну збірну Куби.

## Клубна кар'єра
У дорослому футболі дебютував 2002 року виступами за команду клубу «Сьєнфуегос», в якій провів вісім сезонів. Разом з командою вигравав кубинський чемпіонат 2008 та 2009 років. У липні під час тренувального збору збірної Куби в Німеччині покинув розташування команди та зайнявся пошуком нового клубу, у тому числі й через YouTube. Побував на перегляді в швейцарському «Серветті». Влітку 2009 року підписав контракт з «Валдевешем». Після півтора року перебування в Португалії, в лютому 2010 року залишив «Валдевеш». 2 лютого 2010 року підписав контракт з «Ноллінгеном», який виступав у Крейслізі Б. Дебютував у команді 7 березня 2010 року в поєдинку 2-о туру проти «Гертена». Влітку 2012 року залишив розташування клубу та перейшов до «Вейла 1910». Протягом трьох місяців перебування в команді був резервним воротарем, а 20 вересня 2012 року повернувся до «Ноллінгена». Влітку 2013 року планував взяти паузу в кар'єрі для продовження навчання. Проте 19 червня 2013 року підписав контракт з клубу Безірксліги «Рейнфельден», з яким виборов путівку до Ландесліги «Баден» на 2014 рік.

## Виступи за збірну
У 2002 році виступав за юнацьку збірну Куби U-20 під час кваліфікації до юнацького чемпіонату світу 2003 року.
У футболці національної збірної Куби дебютував у січні 2007 року в поєдинку кваліфікації Карибського кубку 2007 проти Гваделупи. У футболці збірної зіграв 7 матчів, 4 з яких — у кваліфікації чемпіонату світу 2010 року. Востаннє футболку збірної одягав у січні 2008 року на поєдинок кваліфікації Карибського кубку 2008 проти Гваделупи.
У складі збірної був учасником розіграшу Золотого кубка КОНКАКАФ 2007 року у США та карибського кубку 2007.

## Особисте життя
Пізвисько «Пульпо» (Восьминіг) отримав у липні 2009 року після того як зник з розташування збірної під час перебування в Франкфуртському або Дюссельдорфського аеропортів по завершення товариського матчу проти представника Бундесліги «Фрайбург». Після перебування у Швейцарії та Португалії, повернувся до Німеччини та через декілька місяців отримав статус політичного біженця.